# 家電クンフー
家電クンフー（かでんクンフー）は、エイケンとスーパー・ビジョンからなる「家電クンフー道場」が製作していたWebアニメである。

## 概要
ハイビジョンテレビのキャラクター「ハイビちゃん」を主人公とした脱力系Flashアニメ。
2009年10月30日にパイロット版第1話がYouTube上で無料公開された。パイロット版第2話は後日公開予定と発表されていたが、2020年現在未だに公開されていない。
なお、当時運営していた3つの公式ブログ「家電クンフー日記」「裏・家電クンフー日記」「家電クンフー外伝」は、いずれも2010年6月2日に更新を終了している。

## スタッフ
- 原案、キャラクターデザイン - 中沢邦夫
- 脚本、音響監督 - 春日森春木
- アニメーション制作 - 春日森春木（1話）、白佐木和馬（2話）
- 文芸協力 - 野坂律子
- 企画・製作 - 株式会社エイケン、 株式会社スーパー・ビジョン

## キャスト
- ハイビ - いずみひな
- テレジィ - 春日森春木（1話）
- アイロンシュタイン - 山田広野（2話）
- カマオ - 野浪歩（2話）
- 悪者たち - 桜井麻美（1話）、速水Aztec（1話）

## 主題歌
オープニングテーマ
作詞・作曲 - 中沢邦夫 / 編曲 - 1869-iwarock- / 歌 - いずみひな＆家電オールスターズ